# Мустур, Зоран
Зоран Мустур (серб. Зоран Мустур; род. 12 июля 1953, Херцег-Нови) — югославский ватерполист, полевой игрок, югославский и черногорский тренер. Серебряный призёр летних Олимпийских игр 1980 года, бронзовый призёр чемпионата мира 1978 года, серебряный призёр чемпионата Европы 1977 года.

## Биография
Зоран Мустур родился 12 июля 1953 года в югославском городе Херцег-Нови (сейчас в Черногории).
Играл в водное поло за «Ривьеру» из Дженовичей, «Ядран» из Херцег-Нови и «Приморье» из Риеки. В 17 сезонах чемпионата Югославии забросил 622 мяча.
В составе сборной Югославии в 1977 году завоевал серебряную медаль чемпионата Европы в Йёнчёпинге.
В 1978 году стал бронзовым призёром чемпионата мира в Западном Берлине.
В 1979 году завоевал золотую медаль ватерпольного турнира Средиземноморских игр в Сплите.
В 1980 году вошёл в состав сборной Югославии по водному поло на летних Олимпийских играх в Москве и завоевал серебряную медаль. Играл в поле, провёл 8 матчей, забросил 2 мяча (по одному в ворота сборных Австралии и СССР).
Завершив игровую карьеру, стал тренером. Несколько лет работал в Италии, где вывел в высшую лигу «Брешию», с которой затем выиграл чемпионат страны и два Кубка Европы. Затем тренировал «Адриатику» из Херцег-Нови, которую привёл к золоту чемпионата Черногории.